# Katedrála svatého Michaela (Coventry)

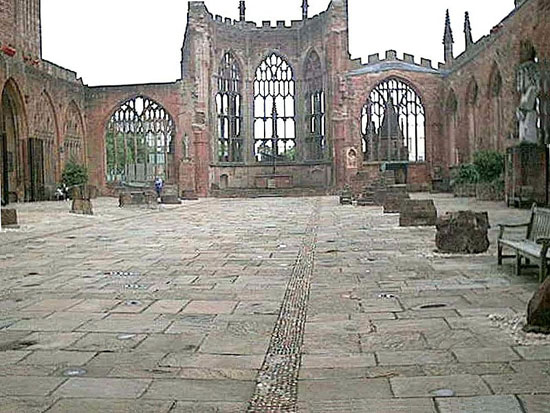
Ruiny původní katedrály svatého Michaela

Katedrála svatého Michaela, známá také jako Coventryská katedrála, je katedrála v anglickém městě Coventry, sídlo biskupa z Coventry a diecéze Coventry. 
V tomto městě postupně existovaly tři katedrály. První byla klášterní stavba zasvěcená svaté Marii, z níž se dochovalo pouze pár ruin. Druhá, která patřila anglikánské církvi, byla věnovaná svatému Michaelovi a byla zničena při náletu ve druhé světové válce. Třetí je nová katedrála zasvěcená také svatému Michaelovi postavená poblíž předchozí zničené bombardováním.

## Převorství svaté Marie

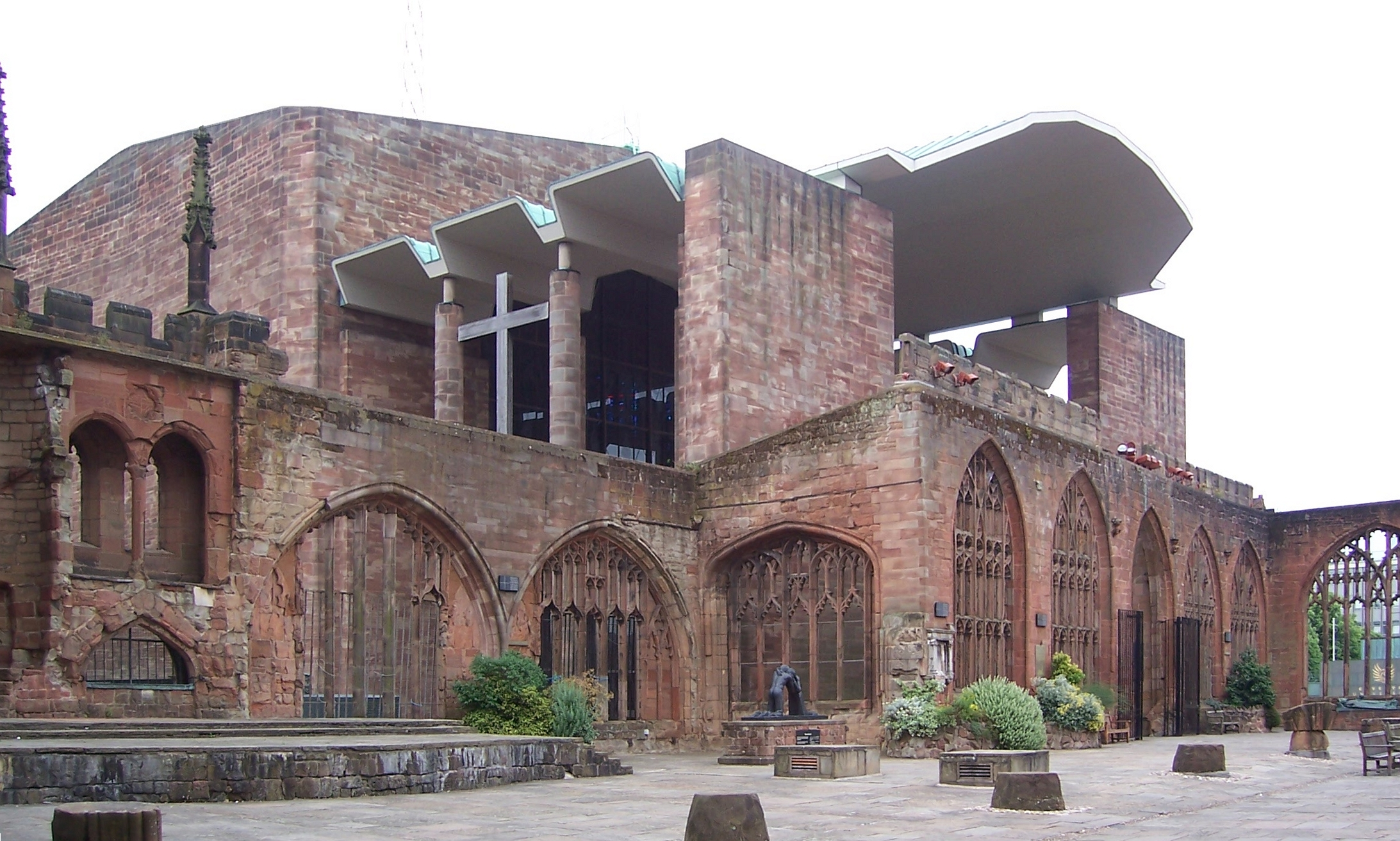
Budova nové katedrály

První katedrálou bylo převorství a katedrála svaté Marie, která měla status katedrály od roku 1095, kdy biskup Robert de Limesy nechal přesunout sídlo biskupství z Lichfieldu do Coventry, až do roku 1539, kdy padla za oběť rušení anglických klášterů na popud Jindřicha VIII. Před rokem 1095 to byl malý benediktinský klášter, který se po roce 1095 začal rychle rozvíjet; ve 13. století již se jednalo o velkou katedrálu s mnoha okolními budovami.

## Katedrála svatého Michaela
Kostel svatého Michaela byl z větší části postaven na konci 14. století a počátku 15. století. Byl největším farním kostelem v Anglii, když roku 1918 získal status katedrály po vytvoření diecéze Coventry. Při náletu 14. listopadu 1940 byla tato stavba zničena a dochovaly se pouze věž a venkovní zdi.
V troskách byl kameníkem nalezen neumělý dřevěný kříž, který je nyní na oltáři. Z hřebíků nalezených v troskách byl vytvořen další kříž, který byl darován do Pamětního kostela císaře Viléma v Berlíně. Berlínský kostel byl naopak zničen náletem RAF v roce 1943.
Novou budovu, postavenou hned vedle trosek původní stavby, navrhl Basil Spence. Tento architekt (později za tento návrh povýšený na rytíře) trval na tom, aby pozůstatky staré katedrály byly ponechány v původním stavu jako připomínka válečných útrap a nová katedrála byla postavena vedle těchto ruin.
Základní kámen nové katedrály byl položen 23. března 1956. Vysvěcena byla 25. května 1962. V jejím interiéru lze nalézt například velkou tapisérii Ježíše Krista, navrženou Grahamem Sutherlandem, emotivní sochu Mater Dolorosa od Johna Bridgemana a abstraktní mozaikové okno Johna Pipera sestavené z 192 panelů.  Další zajímavostí je velké západní okno známé také jako Obraz se svatými a anděly, které vytvořil přímo do skla v expresionistickém slohu John Hutton.